# Thermales
Ordre
Les Thermales sont un ordre monotypique de bacilles à Gram négatif de la classe des Deinococci. Son nom provient de Thermus qui est le genre type de cet ordre.
Selon la LPSN (27 avril 2025) cet ordre ne contient qu'une seule famille, les Thermaceae da Costa & Rainey 2002.